# Kullaberg

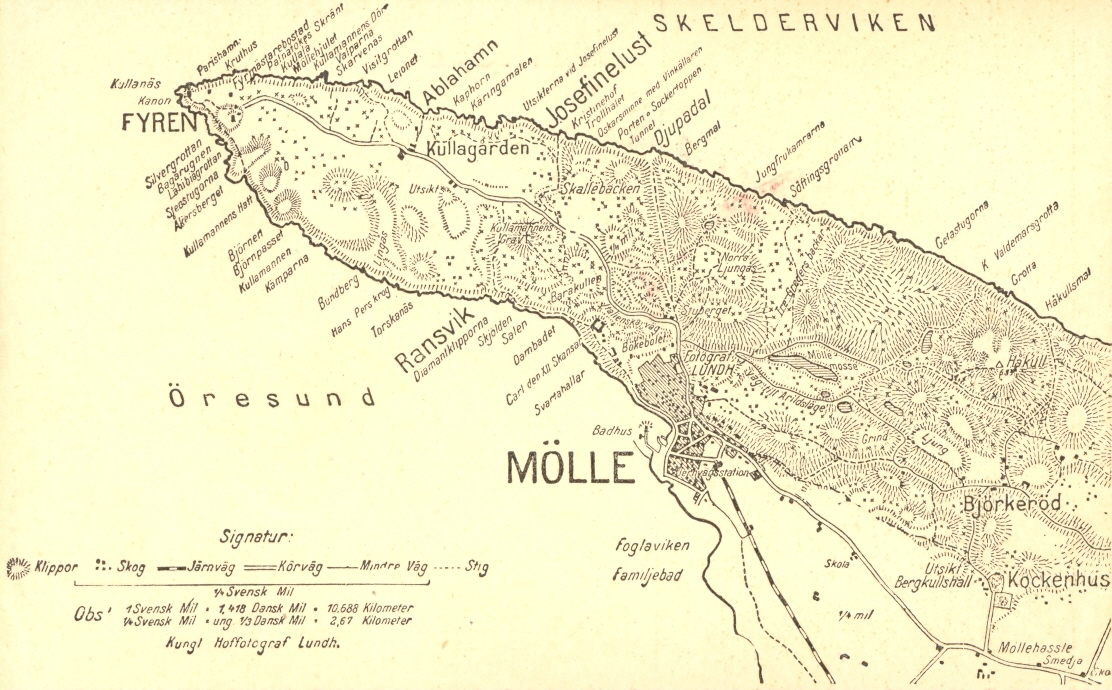
Bản đồ Kullaberg

Kullaberg (phát âm tiếng Thụy Điển: [kɵlaˈbærj]) là một khu bảo tồn thiên nhiên nằm trên một bán đảo đất nhô ra vào Kattegat ở Höganäs, Mölle, Skåne, ở phía tây nam Thụy Điển. Đây là một khu vực đa dạng sinh học đáng kể hỗ trợ một số loài quý hiếm và đã được chỉ định là một khu vực chim quan trọng ở Thụy Điển cũng như là một Khu vực bảo vệ đặc biệt. Địa hình chủ yếu là vách đá dựng đứng vươn lên từ biển và các mỏm đá trên sườn núi ở trên, cao nhất là núi Håkull với độ cao 188 mét. Thảm thực vật trên các chỏm đá bao gồm một khu rừng gỗ cứng lá rộng hỗn hợp bao gồm bạch dương, fagus, sồi và thông với một thực vật tầng dưới là táo gai, cây bách xù, cây kim ngân hoa hoang dã và mận gai. Trong số các loài cây quý hiếm đáng chú ý là Lathyrus sphaericus.
Có người sinh sống ở đây sớm nhất là thời kỳ đồ đá, có những vòng tròn đá, gò mộ, còn lại làng cổ và đặc điểm khảo cổ khác. Kullaberg được quản lý bởi Hội đồng Lâm nghiệp Höganäs và Quỹ Gyllenstierna Krapperup. Hải đăng Kullen, được thiết kế bởi kiến trúc sư Magnus Dahlander vào năm 1898, được coi là sáng nhất ở Thụy Điển, nằm tại điểm cực tây của khu bảo tồn, hướng dẫn tàu thông qua điều này một phần bận rộn của Kattegat. Trong phạm vi 75 kilômét vuông khu bảo tồn dự trữ là con đường đi bộ đường dài rộng đan chéo băng qua đỉnh núi và cung cấp tuyến đường truy cập đến hàng chục bãi biển vịnh nhỏ nép mình ở dưới chân các thành vách đá.